# Adorare
Adorare je křesťanská hudební skupina, která se věnuje evangelizaci a svědectví o svém vztahu s Bohem skrze vlastní hudební tvorbu. Skupina vznikla v obci Študlov z komunity mladých z farnosti Valašské Klobouky a poprvé vystoupila pod názvem Adorare na hudebním festivalu Hradní tóny v roce 2006. Název Adorare, tj. „klanět se“, odkazuje na samotné počátky kapely, kdy se její členové setkávali ve študlovském kostele u příležitosti pátečních adorací.
Kapela se zaměřuje především na skládání liturgických písní. Dále její tvorba zahrnuje skladby reflektující otázky hodnot a smyslu života. Poslední vydané CD K Vodám (2022) je oproti předchozím CD specifické tím, že všechny písně, které jsou na něm obsaženy, jsou vhodné k liturgii a mohou tak sloužit jako zdroj inspirace pro scholy.
Kromě tvůrčí činnosti kapela pořádá koncerty a účastní se různých křesťanských akcí, jako je například festival UNITED, na kterém kapela již několikrát vystoupila. Svou hudbou kapela doprovází také různá setkání, například Celostátní setkání mládeže (CSM Žďár nad Sázavou 2012, CSM Hradec Králové 2022). Naživo lze kapelu slyšet také při doprovázení mší svatých či na večerech chval, které kapela vede v různých farnostech po celé České republice. Od roku 2022 kapela vydává také Adorare podcast, který je věnován tvorbě kapely a je dostupný na Youtube a Spotify.

## Diskografie

### Alba
- 2007 – Voláme k Tobě
- 2010 – V otázkách
- 2013 – Nech se vést
- 2019 – New generation
- 2022 – K vodám

### Singly a EP
- 2017 – Maria
- 2018 – Oceans
- 2022 – Malířem nebe (Žalm 19)
- 2022 – K vodám
- 2022 – Vánoční (Live)
- 2023 – Venimus (Live)